# Molteno
Molteno – miejscowość i gmina we Włoszech, w regionie Lombardia, w prowincji Lecco.
Według danych na rok 2004 gminę zamieszkiwały 3094 osoby, 1031,3 os./km².